# Julie Wieth
Julie Pauline Wieth (* 13. November 1960 in Kopenhagen) ist eine dänische Schauspielerin, Regisseurin und Erzählerin.

## Leben

### Karriere
Julie Wieth ist die Tochter des Schauspielehepaares Lily Weiding und Mogens Wieth.
Im Jahr 1967 hatte sie ihr Filmdebüt in einer Kinderrolle in Far laver sovsen. Ihr Fernsehdebüt hatte sie im Jahr 1975, als sie in einer Verfilmung des Strindbergdramas Brandtomten im staatlichen Rundfunks DR auftrat. Wieth schloss 1985 die Staatliche Theaterschule (Statens Teaterskole) in Kopenhagen ab und 1989 die Staatliche Filmschule (Statens Filmskole). Sie trat landesweit in großen dänischen Häusern auf. In Kopenhagen waren dies unter anderem das Betty-Nansen-Theater und das Folketeatret. Wieth wirkte ebenso in mehreren Fernsehserien mit. In Riget, Lars von Triers Serie über das gleichnamige Kopenhagener Krankenhaus, spielte sie eine Nebenrolle als Kinderkrankenschwester. Auch in Von Triers Dogma-Film Die Idioten (Idioterne) hatte sie einen kurzen Auftritt.
Im Jahr 2002 gab sie ihr Debüt als Regisseurin. In Zusammenarbeit mit dem dänischen Schauspieler Claes Bang inszenierte sie den Monolog Ondskaben (Das Böse) im Aalborg Theater. 2016 wurde das Stück am Volkstheater Kopenhagen, die englische Übersetzung in Johannesburg (2014) bzw. London (2015) aufgeführt.
Im Jahr 2009 hatte sie ihren letzten Bühnenauftritt als Schauspielerin.

### Privates
Von März 1995 bis 2003 war Julie Wieth mit dem Schauspieler Morten Suurballe (* 1955) verheiratet. Aus der Ehe gingen eine Tochter und ein Sohn hervor.

## Filmografie (Auswahl)
- 1967: Far laver sovsen
- 1978: Vinterbørn
- 1983: Isfugle
- 1985: Elise
- 1993: Strenge tider
- 1994/1997: Riget
- 1998: Ved Stillebækken
- 1998: Idioterne
- 1999: Din for altid
- 2001: Et rigtigt menneske
- 2002: Små ulykker
- 2005: Pandasyndromet
- 2005: Hvid nat
- 2005: Min mors kærlighed
- 2013: Seksten og en halv time